# Yamith Cuesta
Yamith Cuesta Romaña (Turbo, 17 aprile 1989) è un ex calciatore colombiano, di ruolo difensore.

## Carriera

### Club
Ha giocato nella massima serie dei campionati colombiano, nordamericano (statunitense) e venezuelano.

## Palmarès

### Club

#### Competizioni nazionali
- Campionato colombiano: 1

Santa Fe: 2016-II

#### Competizioni internazionali
- Coppa Suruga Bank: 1

Santa Fe: 2016